# 618 Elfriede
618 Elfriede
618 Elfriede là một tiểu hành tinh ở vành đai chính. Nó được K. Lohnert phát hiện ngày 17.10.1906 ở Heidelberg. Không biết rõ nguồn gốc tên của nó